# Lester (film)
Pour les articles homonymes, voir Lester.
Pour plus de détails, voir Fiche technique et Distribution.
Lester  est un court-métrage d'Imaginastudio réalisé par Pascal Forney sorti en 2010.

## Synopsis
Lester, un vampire, s’introduit chez une jeune femme pour la mordre. Réveillée en sursaut par cet étrange visiteur elle va être entrainée dans un jeu dont Lester seul semble connaître les règles.

## Fiche technique
- Titre original : Lester
- Titre international : Lester
- Réalisation : Pascal Forney
- Scénario : Pascal Forney
- Photographie : Pascal Montjovent
- Son : David Lipka
- Direction artistique : Melina Costas
- Musique : David Noir
- Production : Arnaud Gantenbein
- Société de production :  Imaginastudio
- Budget : 80 000 $
- Pays d'origine : Suisse
- Langue : français
- Format : Couleurs - HD 16/9 - Son stéréo
- Genre : comédie noire
- Durée : 7 min
- Dates de sortie : juillet 2010

## Distribution
- Carlos Leal : Lester
- Florence Rivero : Tiphaine
- Marc Tissot : Le copain
- Anne Thorens : La copine

## Récompenses et nominations
- Le film a été sélectionné en 2010 à la compétition Léopards de demain du Festival international du film de Locarno.